# Кулас, Марек
Марек Кулас (пол. Marek Kulas; род. 6 июля 1963, Косцежина, Поморское воеводство) — польский шоссейный велогонщик, выступавший на любительском и профессиональном уровне в период 1984—1993 годов. Участник и призёр ряда крупных международных соревнований на шоссе, победитель многодневной гонки «Тур Польши» 1986 года.

## Биография
Марек Кулас родился 6 июля 1963 года в городе Косьцежина Поморского воеводства, Польша.
Занимался велоспортом в Гдыне, проходил подготовку в местном войсковом спортивном клубе «Флота».
Впервые заявил о себе в шоссейном велоспорте в 1984 году, выиграв генеральную классификацию любительской многодневной гонки Gyros Thysias в Греции.
В 1985 году был третьим в общем зачёте Gyros Thysias, занял 24 место на Велогонке Мира, впервые принял участие в «Туре Польши», где стал серебряным призёром на первом этапе.
Одну из наиболее значимых побед в своей спортивной карьере одержал в 1986 году, когда полностью проехал «Тур Польши», обойдя при этом всех соперников в генеральной классификации. Также стал серебряным призёром польского национального первенства в командной гонке и взял бронзу в парной гонке вместе с Романом Рекошевичем.
В 1987 году был вторым на трёх этапах Gyros Thysias, выступил на «Туре ГДР», где стал третьим на шестом этапе и занял восьмое место в генеральной классификации.
В 1988 году отметился выступлением на «Туре Британии», выиграл один из этапов международной многодневной гонки в Бразилии.
Начиная с 1989 года находился в составе первой польской профессиональной велокоманды Exbud Kielce. С ней дебютировал на профессиональном уровне, в частности финишировал третьим в гонке «Беверен — Лейе».
В 1990 году выиграл бронзовую медаль в групповой гонке на шоссейном чемпионате Польши. Попав в основной состав польской национальной сборной, побывал на шоссейном чемпионате мира в Уцуномии, где в зачёте групповой гонки занял 32 место. В составе итальянской команды Diana-Colnago занял 14 место в гонке «Гент — Вевельгем». Кроме того, в этом сезоне ему довелось поучаствовать в супервеломногодневке «Вуэльта Испании», в течение нескольких этапов он шёл в генеральной классификации вторым позади Виктора Климова, но в конечном счёте сошёл с дистанции.
На сезон 1991 года перешёл в бельгийскую команду La William-Saltos, с ней стал вторым в гонке «Париж — Бурж», уступив на финише только советскому велогонщику Андрею Чмилю, третьим в гонке «Де Кюстпейл». Также проехал «Льеж — Бастонь — Льеж» и вновь «Гент — Вевельгем». 
В 1992 году в составе La William-Duvel участвовал в «Туре Фландрии» и в третий раз подряд в «Гент — Вевельгем», выиграл один из этапов гонки Herald Sun Tour в Австралии.
Завершил карьеру профессионального велогонщика в 1993 году.
Его сын Марек Кулас младший тоже серьёзно занимался велоспортом, становился чемпионом Польши среди молодёжи, участвовал в летних юношеских Олимпийских играх 2010 года в Сингапуре.